# Olga Szymona
Olga Szymona (zm. 5 marca 2017) – polska farmaceutka, biochemik, doktor habilitowany nauk przyrodniczych.

## Życiorys
Pracowała na stanowisku kierownika w Katedrze i Zakładzie Biochemii na Wydziale Farmaceutycznym z Oddziałem Analityki Medycznej  Akademii Medycznej im. Feliksa Skubiszewskiego w Lublinie.